# سولو لولینگ
سولو لولینگ یا تک‌رو (انگلیسی: Solo Leveling) (کره‌ای: 나 혼자만 레벨업; لاتین‌نویسی اصلاح‌شده: Na Honjaman Rebeleop)، یک وب ناول از کره جنوبی نوشته چوگونگ است. در ۲۵ ژوئیه ۲۰۱۶ در پلتفرم دیجیتالی کمیک و داستانی کاکائو پیج از شرکت کاکائو منتشر شد و بعداً در ۴ نوامبر ۲۰۱۶ به‌طور کامل توسط دی اند سی مدیا انتشار یافت.
یک مجموعه تلویزیونی انیمه دوازده قسمتی توسط استودیوی ای-۱ پیکچرز دستمایه اقتباس قرار گرفت که از ژانویه تا مارس ۲۰۲۴، پخش شد. فصل دوم مجموعه انیمه نیز با عنوان از سایه برخیز از ژانویه ۲۰۲۵ در حال پخش است. یک اقتباس درام کره‌ای در حال توسعه است، و اسپین‌آف وبتون تحت عنوان سولو لولینگ: رگناروک در اوت ۲۰۲۴، به نمایش درآمد.
یک بازی ویدئویی نقش‌آفرینی از این اثر توسط شرکت نتماربل در حال ساخت است.

## داستان
برای حفاظت از نسل بشر در برابر نابودی حتمی، شکارچیان که انسان‌هایی با توانایی‌های جادویی هستند، باید با هیولاهای مرگبار مبارزه کنند. یک شکارچی بدنام ضعیف به نام سونگ جین‌وو خود را در یک مبارزه‌ی بی‌پایان برای بقا می‌بیند. یک روز، پس از اینکه به سختی از یک سیاه‌چاله (دانجن) بسیار قدرتمند جان سالم به در برد، یک برنامه مرموز به نام سیستم، او را به عنوان تنها بازیکن خود انتخاب می‌کند و توانایی بسیار نادری به وی می‌دهد تا از نظر قدرت، سطح خود را افرایش دهد. در ادامه سونگ راهی سفری می‌شود تا اسرار سیاه چاله ها و منبع واقعی قدرت‌های خودش را کشف کند اما در این راه باید با انواع دشمنان، اعم از انسان و هیولا، مبارزه کند.

## انیمه
فصل نخست انیمه ساخته شده از روی این مانهوا در تاریخ ۶ ژانویه ۲۰۲۴ روز شنبه به صورت جهانی پخش شد و موفق به کسب نمره ۸/۵۵ در سایت My Anime List شد. پخش این انیمه به صورت هفتگی تا پایان فصل ادامه یافت.